# 桜木せいら
桜木 せいら（さくらぎ せいら、1993年4月15日 - ）は、日本のシンガーソングライターである。福岡県出身。スターダストプロモーションに所属していた。

## 来歴
2008年にはスターダストプロモーションに所属。GReeeeN、Aqua Timez、YUIのプロモーションビデオに出演。2009年、『別冊マーガレット』主催の「別☆マガールズ」で準グランプリを獲得。11月24日にはフジテレビ系列のテレビドラマ『リアル・クローズ』第7話に出演した。2010年5月19日にオフィシャルブログを開設。
2012年4月に歯科大学に入学する。大学に通いながら、曲作りに励み、都内のライブハウスを中心にエレキギターを弾きながらのライブ活動を行うようになる。
2013年2月20日にデビューシングル『アメリア/シシュンキラビリンス』をリリースし、歌手デビューを果たす。レーベルはアミディア（ポニーキャニオングループ）である。
2015年3月28日、学業との兼ね合いを理由に、LIVE GATE TOKYOでのラストライブをもって活動休止。

## 人物
- 特技はギター、ピアノ、トランペット。
- 愛称は、自分では「せーら」と語る。また、ブログ投稿の最後には「Seilah」と記述している。

## ディスコグラフィ

### シングル
|     | 発売日        | タイトル                      | 規格品番                  |
| --- | ------------- | ----------------------------- | ------------------------- |
| 1st | 2013年2月20日 | アメリア/シシュンキラビリンス | PCCA-03785 （初回限定盤） |
| 1st | 2013年2月20日 | アメリア/シシュンキラビリンス | PCCA-03786 （通常盤）     |

### ライブ会場限定シングル
|     | タイトル                     |
| --- | ---------------------------- |
| 1st | パラシュート／Emergency Love |

### タイアップ
| 起用年 | 楽曲     | タイアップ                                                  |
| ------ | -------- | ----------------------------------------------------------- |
| 2013年 | アメリア | テレビ東京系列『ピラメキーノ』2013年2月度エンディングテーマ |

## 出演

### PV
- GReeeeN「キセキ」（2008年5月18日）
- Aqua Timez「Velonica」（2009年1月14日）
- YUI「Never say die」（2009年10月7日）
- GReeeeN「旅人」（2010年4月1日）

### CM
- ニコン 企業CM～宇宙編～（2008年）

### テレビドラマ
- リアル・クローズ（第7話、2009年11月24日、フジテレビ系列）

### 雑誌
- 別冊マーガレット（2010年1月号-4月号）